# Candelaria (Campeche)
Candelaria è uno degli 11 comuni dello Stato della Campeche, Messico; si estende per un'area di 5 518,55 km² con una popolazione di 37 006 abitanti secondo il censimento del 2005.
Confina a nord con il comune di Escárcega, a est con il comune di Calakmul, a sud con lo Stato messicano di Tabasco) e con la repubblica del Guatemala e a ovest con il comune di Carmen.
Nel territorio comunale si trova il sito di Itzamkanac. 

## Località principali
A capo del comune c'è la città di Candelaria con 9 285 abitanti.
Le altre località sono:
- Miguel Hidalgo con 1 011 abitanti;
- El Naranjo con 1 005 abitanti;
- Benito Juárez Nùm. 1 con 1 223 abitanti;
- Miguel Alemán con 872 abitanti;
- Monclova con 487 abitanti;
- Estado de México con 343 abitanti;
- Nuevo Coahuila con 470 abitanti;
- Pejelagarto con 672 abitanti;
- San Juan Arroyo con 368 abitanti;
- Las Golondrinas con 669 abitanti.

## Cronologia dei governatori
| Governatore del Comune           | Periodo     |
| Ing. Roberto Cruz Sanmiguel      | 1998 – 2000 |
| Rodolfo Valentín Cambranis López | 2000-2003   |
| Ing. Antonio Piedra Castro       | 2003-2006   |